# Ove Gude
Ove Gude (født 11. september 1853 i Düsseldorf, død 1. juli 1910 i West Virginia) var en svensk-norsk diplomat. Han var søn af Hans Gude og bror til Nils Gude. 
Gude blev juridisk kandidat i Kristiania i 1876 og indtrådte i 1877 på den diplomatiske bane samt avancerede til legationssekretær i Berlin i 1884 och i London i 1891. Gude blev i 1897 envoyé i Madrid och 1902 i København. Efter unionsopløsningen i 1905 blev han forsat i disponibilitet. Han blev 1908 norsk gesandt i Washington. Gude afgik som minister i en speciel gesandtskab til Japan og Kina 1897–1898, for at udrede den bedste måde at ordne de forenede rigers repræsentation. Det af ham afgivne forslag blev fremlagt af regeringen og godkendt af rigsdagen.